# Valentina Piroli
Valentina Piroli (Velletri, 28 giugno 1982) è un'ex cestista italiana.
Alta 188 cm, gioca nel ruolo di ala grande-pivot.

## Carriera
Nell'agosto del 1999, all'età di 17 anni da poco compiuti, ha partecipato con la Nazionale italiana di categoria, alla fase di qualificazione per il Campionato Europeo Femminile Junior 2000. Nel maggio del 2004 ha realizzato fuori casa contro la Juventus Basket Pontedera in gara-3 di finale dei play-off promozione , il tiro libero decisivo per la promozione della Mercede Basket Alghero in Serie A1 (pallacanestro femminile).
Conta presenze in Serie A1 femminile con Alghero (2004-07) e Viterbo (2008-09). Dall'estate del 2009 gioca con le toscane della Pallacanestro Costone Siena, ora nella serie B regionale toscana. Dopo un anno di stop nel 2013 per essere diventata mamma ora gioca in serie B colle toscane del Costone Siena.